# 일편흑심
《일편흑심》은 대한민국의 작가 인간실격이 쓰고 ANMI가 삽화를 담당한 라이트 노벨이다. 대한민국의 영상출판미디어의 노블엔진으로 발매되었다.

## 등장 인물
- 카란
- 시키아
- 이재희
- 최연지

## 단행본 목록
- 《일편흑심》, 2011-03-01, ISBN 9788965262558
- 《일편흑심 2》, 2011-05-01, ISBN 9788965263432
- 《일편흑심 3》, 2011-08-01, ISBN 9788965264767
- 《일편흑심 4》, 2012-01-04, ISBN 9788965267133
- 《일편흑심 5》, 2012-09-01, ISBN 9788967300678